# Arkys
Arkys és un gènere d'aranyes araneomorfes de la família dels àrquids (Arkyidae). Sovint són de mida petita, amb un abdomen triangular.

## Taxonomia
Segons el World Spider Catalog versió 19.5, 16 de maig de 2018, existeixen les següents espècies:
- Arkys alatus Keyserling, 1890 — Queensland, Nova Gal·les del Sud
- Arkys brevipalpus Karsch, 1878 — Nova Caledònia
- Arkys bulburinensis Heimer, 1984 — Queensland, Nova Gal·les del Sud
- Arkys cicatricosus (Rainbow, 1920) — Illes Lord Howe
- Arkys cornutus L. Koch, 1872 — Nova Guinea, Queensland
- Arkys coronatus (Balogh, 1978) — Nova Guinea
- Arkys curtulus (Simon, 1903) — Austràlia Oriental
- Arkys dilatatus (Balogh, 1978) — Queensland
- Arkys furcatus (Balogh, 1978) — Queensland
- Arkys gracilis Heimer, 1984 — Queensland
- Arkys grandis (Balogh, 1978) — Nova Caledònia
- Arkys hickmani Heimer, 1984 — Tasmània
- Arkys kaszabi (Balogh, 1978) — Nova Guinea
- Arkys lancearius Walckenaer, 1837 — Nova Guinea a Nova Gal·les del Sud
- Arkys latissimus (Balogh, 1982) — Queensland
- Arkys montanus (Balogh, 1978) — Nova Guinea
- Arkys multituberculatus (Balogh, 1982) — Queensland
- Arkys nimdol Chrysanthus, 1971 — Nova Guinea
- Arkys nitidiceps Simon, 1908 — Austràlia Occidental
- Arkys occidentalis (Reimoser, 1936) — Illes Buru
- Arkys roosdorpi (Chrysanthus, 1971) — Nova Guinea
- Arkys semicirculatus (Balogh, 1982) — Queensland
- Arkys sibil (Chrysanthus, 1971) — Nova Guinea
- Arkys simsoni (Simon, 1893) — Tasmània
- Arkys soosi (Balogh, 1982) — Nova Guinea
- Arkys toxopeusi (Reimoser, 1936) — Illes Buru
- Arkys transversus (Balogh, 1978) — Nova Gal·les del Sud
- Arkys tuberculatus (Balogh, 1978) — Queensland
- Arkys varians (Balogh, 1978) — Nova Caledònia
- Arkys vicarius (Balogh, 1978) — Nova Caledònia
- Arkys walckenaeri Simon, 1879 — Austràlia, Tasmània

### Sinònims
Hi ha 5 espècies amb sinonímies establertes en data de maig de 2018:
- Arkys clavatus Keyserling, 1884 = Arkys walckenaeri Simon, 1879 (Heimer, 1984a: 175).
- Arkys magnifica, (Urquhart, 1893) = Arkys alticephala (Urquhart, 1891) (Framenau, Scharff & Harvey, 2010: 166).
- Arkys nitidiceps, Simon, 1908 = Arkys walckenaeri Simon, 1879 (Framenau, Scharff & Harvey, 2010: 167).
- Arkys perlatus, Simon, 1889 = Arkys brevipalpus Karsch, 1878 (Heimer, 1984a: 160).
- Arkys simsoni, (Simon, 1893) = Arkys alticephala (Urquhart, 1891) (Framenau, Scharff & Harvey, 2010: 166).